# Дестан, Энис
Эни́с Деста́н (тур. Enis Destan; род. 15 июня 2002 или 16 июня 2002, Измир) — турецкий футболист, нападающий клуба «Трабзонспор».

## Клубная карьера
Дестан — воспитанник клуба «Алтынорду». 17 июля 2020 года в матче против «Менеменспора» он дебютировал в Первой лиге Турции. 17 октября в поединке против «Аданаспора» Энис забил свой первый гол за «Алтынорду». В начале 2022 года Дестан перешёл в «Трабзонспор». Летом того же года игрок на правах аренды перешёл в польскую «Варту». 7 августа в матче против «Погони» он дебютировал в польской Экстраклассе. 3 октября в поединке против «Шлёнска» Энис забил свой первый гол за Варту«».
Летом 2023 года Дестан вернулся в «Трабзонспор». В матче против «Галатасарая» он дебютировал в турецкой Суперлиге. 26 августа в поединке против «Ризеспора» Энис забил свой первый гол за «Трабзонспор».